# Лепко Володимир Олексійович
Володимир Олексійович Лепко (13 (25) грудня 1898, Гагра, Кутаїська губернія, Російська імперія — 19 жовтня 1963, Москва, СРСР) — радянський та російський актор театру й кіно, комік, прем'єр Московського театру сатири, Народний артист РРФСР.

## Біографія
Володимир Лепко народився 13 (25) грудня 1898 року в Гаграх. Упродовж 1906—1907 роках навчався в Катеринославському реальному училищі. 1908—1912 роках здобував освіту в приватній гімназії Вертоградова в Катеринославі. У період між 1914—1915 рр. був актором і помічником декоратора приватної антрепризи Мацького й Ковальової в Самарі. 1915—1916 рр. — артист антрепризи Хлєбнікова й Петрової у Вятці.
У період між 1916—1917 рр. проходив службу в царській армії. 1918—1920 рр. служив у Червоній Армії (червоногвардієць 10–го номерного Красногвардійського полку в Красному Селі). Після демобілізації 1920 року, Володимир Олексійович заснував Театр молоді в місті Єлець. 1921—1922 рр. — режисер театру залізничників на базі транспортного відділу народної освіти Південно–Східної залізниці в місті Воронеж. Від 1922 року — актор і декоратор приватної антрепризи в місті Луга.
Володимир Олексійович Лепко свою акторську діяльність розпочинав на підмостках Самари, Вятки й Воронежа. Від 1923 до 1928 рр. як актор виступав у театрі пародій «Криве дзеркало» (Ленінград), там же виконував обов'язки режисера й декоратора. З 1929 до 1935 рр. — артист Московського й Ленінградського мюзик-холів. Володимир Лепко мав яскравий комедійний талант і створював на сцені улюблені глядачами комедійні образи.
Кращими сценічними роботами Володимира Лепко вважаються ролі в п'єсах «Клоп», «Баня» і «Містерія-Буф» В. Маяковського, а також у творах «Під куполом цирку» Ільфа, Петрова й Катаєва — роль Сироткіна, Семечкіна, «Ювілей вахтера» Урванцева — роль Баранова, «Вампука, наречена африканська…» Урванцева — роль 1-го ефіопа.
Від 1936 року Володимир Лепко працював у московському Театрі сатири, де грав у виставах: «Слуга двох панів» — Панталоне, «Вас викликає Таймир» — Бабурін, «Золоте теля» — Фунт.
Володимир Олексійович знімався у кіно й найбільше запам'ятався глядачам у фільмах «Кубанські козаки» (продавець роялів, який часто чхав) і «Справа Румянцева» (у ролі Василя Лемехова) та ін. Також озвучував мультфільми.
Помер актор у Москві 19 жовтня 1963 року. Похований на Новодівичому кладовищі (8-а ділянка, 34-й ряд).

## Родина
- Дружина — Антоніна Крупеніна, танцювала в колективі Касьяна Голейзовського, акторка Московського музичного театру імені К. С. Станіславського й В. І. Немировича-Данченка.
- Дочка — акторка Вікторія Лепко.

## Творчість

### Театр Сатири (1936—1963рр.)
- 1937 — «Проста дівчина» В. Шкваркіна — Макаров; постановка В. Я. Станицина
- 1938 — «Пан де Пурсоньяк» Ж.-Б. Мольєра — Оронт; постановка М. М. Горчакова
- 1938 — «Таланти» («Майстри щастя») К. Фінна; постановка Р. Корфа й С. К. Блинникова
- 1939 — «Слуга двох панів» Карло Ґольдони — Панталоне; постановка А. М. Лобанова
- 1940 — «Нерівний шлюб» братів Тур — Годес; постановка Б. Н. Норда
- 1940 — «Сашка» К. Я. Фінна — Петро Андрійович, батько Сашки; постановка М. Овчининської та А. Чернявського
- 1942 — «Надія Дурова» С. В. Шервинського, К. Ліпскерова й А. С. Кочеткова — Дуров; постановка Е. Б. Краснянського
- 1944 — «Надзвичайний закон» бр. Тур, Л. Шейніна  — адвокат Успехов, Клембовський Ян Миколайович; постановка Л. А. Волкова
- 1944 — «Нечиста сила» О. М. Толстого — Жамов; постановка: Е. Б. Краснянського
- 1944 — «Місія містера Перкінса в країну большевиків» О. Є. Корнейчука — Вернигора, гвардії сержант; постановка Е. Б. Краснянського
- 1947 — «Час, вперед!» В. П. Катаєва — Сашко; постановка Н. М. Горчакова
- 1948 — «Лев Гурич Синичкін» Олексія Бонді за Д. Т. Ленським — Лука, слуга Борзикова; постановка Е. Б. Краснянського
- 1948 — «Вас викликає Таймир» О. Галича й К. Ісаєва — Бабурін; постановка А. Гончарова
- 1949 — «Мішок спокусів» М. Базилевського, В. Нейштадта (за мотивом творів Марка Твена) — Роберт Тітмарч; постановка М. В. Петрова
- 1949 — «Комедія помилок» Вільяма Шекспіра — Дроміо; постановка Е. Б. Краснянського
- 1950 — «Людина з іменем» Д. Б. Угрюмова — Рубашкін; постановка М. В. Петрова
- 1951 — «Наречені» Ашаха Токаєва, В. Шкваркіна — Салавров Гуга; постановка А. Гончарова
- 1951 — «Пан Дюруа» за твором «Дорогому другу» Гі де Мопассана — пан; постановка Е. Б. Краснянського
- 1952 — «Зниклий лист» Йона Караджале — Фарфуриди; постановка Н. В. Петрова й В. Плучека
- 1953 — «Сторінки минувщини» («Гравці») М. В. Гоголя — Швохньов; постановка В. Плучека
- 1953 — «Де ця вулиця, де цей дом?» В. А. Диховічного й М. Р. Слободського — Петухов; постановка Е. Б. Краснянського
- 1953 — «Баня» В. Маяковського — Оптимістенко; постановка М. В. Петрова, В. Плучека, С. Юткевича
- 1955 — «Клоп» В. Маяковського — Присипкін; постановка В. Плучека й С. Юткевича
- 1956 — «Жорж де Валера» («Тілько правда») Ж.-П. Сартра — Сібило; постановка В. Плучека
- 1957 — «Містерія-Буфф» В. Маяковського — Поп; постановка В. Плучека
- 1958 — «На всякого мудреца довольно простоты» О. М. Островського — Мамєв; постановка А. М. Лобанова
- 1958 — «Золоте теля» за І. Ільфом і Є. Петровим — Фунт; постановка Е. Б. Краснянського
- 1959 — «Пам'ятник собі» С. В. Михалкова — Вечеринкін; постановка В. Плучека
- 1959 — «Дамоклов меч» Назыма Хикмета — Комісіонер; постановка В. Плучека
- 1961 — «Яблоко розбрату» М. А. Бірюкова — Іван Климович Помазан; постановка В. Плучека.

### Художні фільми
- 1926 — Шинель — Петрович, портний
- 1934 — Поручик Кіже — граф Кутайсов (у титрах не зазначений)
- 1935 — Льотчики — перукар (у титрах не зазначений)
- 1937 — Біліє вітрило самотній — підгулявший «лихач» (у титрах не зазначений)
- 1938 — По щучому велінню — повар (у титрах не зазначений)
- 1939 — Гомони містечко — Семячкін
- 1940 — Злочин і покарання — Жора, брат дружини Горбушкіна
- 1940 — Будни — пасажир (у титрах не зазначений)
- 1940 — Старий наїзник — Анатолій Петрович, гравець
- 1941 — Бойове кінозібрання № 7 — Справжній патріот — майор (у титрах не зазначений)
- 1946 — Центр нападу — вболівальник
- 1947 — Поїзд їде на схід — диктор на вокзалі
- 1949 — У них є Батьківщина — американський офіцер (у титрах не зазначений)
- 1949 — Кубанські козаки — продавець музикальних інструментів
- 1950 — Донецькі шахтарі — диригент (у титрах не зазначений)
- 1954 — Вірні друзі — пасажир теплохода (у титрах не зазначений)
- 1954 — Родимки (новелла «Ревізори мимоволі») — Прахов
- 1954 — Ми з вами десь зустрічалися — Афанасій Іванович, сусід у купе Вероніки Платоновни
- 1955 — Справа Румянцева — Василь Лємехов, старший товариш Саші, шофер
- 1958 — Іван Бровкін на цілині — епізод
- 1960 — Десять кроків на Схід — сусід у купе
- 1960 — Обережно, бабусю! — Іван Лук'янович Чулков, прораб, завідувач будвідділу
- 1960 — Дівоча весна — Володимир Олексійович Гамба, директор ресторану теплоходу «Ельбрус»
- 1960 — Гравці (фільм-вистава) — Швохньов
- 1962 — Яблоко розбрату — Іван Климович Помазан, колхозний господарник
- 1963 — Короткі історії — керівник занять з техмінімума
- 1962 — Фитиль (кіножурнал) № 181-01 — Потерпілий — потерпілий
- 1963 — Фитиль (кіножурнал) № 18 — Сила звички — керівник відділу кадрів

### Мультиплікаційні фільми
1. 1936 — Лисиця і виноград
2. 1938 — Веселі музики
3. 1937 — Заповіт (Заповіт пса)
4. 1939 — Лімпопо — Орел
5. 1940 — Івась — Полковник
6. 1941 — По щучому велінню
7. 1945 — Теремок — Півник (у титрах — В. Ліпко)
8. 1948 — Слон і мураха — Ведмідь
9. 1959 — Скоро буде дощ — Тигр; Буйвіл (у титрах не зазначений)
10. 1959 — Пригоди Буратіно — кіт Базиліо
11. 1960 — Намалював чоловічка я — Папуга
12. 1960 — Кінець чорної топи — Професор, який сказав що «Лісовик — це шкідливий забобон»
13. 1961 — Ключ — голова Змія Горинича
14. 1961 — Цибуліно — солдати-Лимончики (у титрах не зазначений)
15. 1961 — МуК (Мультиплікаційний Крокодил) № 5
16. 1962 — Небесна історія
17. 1962 — Тільки не зараз
18. 1963 — Перевірте ваш годинник

## Визнання і нагороди
- Медаль «За оборону Москви» — 13 листопада 1944 р.
- Медаль "За доблесну працю у Великій Вітчизняній війні 1941—1945 рр." — 2 січня 1946 р.
- Заслужений артист РРФСР — 5 листопада 1947 р.[1]
- Медаль «У пам'ять 800-річчя Москви» — 10 травня 1948 р.
- Народний артист РРФСР — 3 червня 1954 р.[2]
- Лауреат Першої премії Міжнародного театрального фестивалю в Парижі —1962 р.